# Frontera entre Algèria i Mali
La frontera entre Algèria i Mali és la línia fronterera, de traçat rectilini, en sentit est-oest, al desert del Sahara, que separa el sud del Algèria (wilayes d'Adrar i Tamanrasset) de l'oest de Mali (regions de Tombouctou i Kidal) a l'Àfrica Septentrional. Té 1.329 km de longitud

## Història
El traçat és heretat de la divisió de la colonització francesa. El primer traçat de la frontera entre Algèria i els seus veïns del sud data del 7 de juny de 1905 que no era un tractat internacional pròpiament dit sinó una convenció de delimitació dels territoris francesos signat entre el Ministre de colònies Stephen Clémentel (que representa l'Àfrica Occidental Francesa) i el ministre de l'Interior, Eugène Étienne (que representava els Departaments francesos d'Algèria, i també diputat per Orà). La divisió administrativa es duu a terme seguint informes dels coronels Lapérinne i Ronget.
Els dies 30 i 31 de gener de 1970 els presidents Houari Boumédiène i Moussa Traoré es van trobar a Ouargla per tal de discutir el traçat de la frontera. Decidiren crear un comitè d'amollonament mixt abans de la seva trobada del 20 de febrer del mateix any a Kidal per iniciar el treball de demarcació.
El traçat fou finalment aprovat per la ratificació de part algeriana en 28 de maig de 1983 de l'acord de demarcació entre els dos països, signat el 8 de maig de 1983 pels presidents Chadli Bendjedid i Moussa Traoré.

## Tracé
La frontera enter Algèria i Mali és materialitzada per 17 mollons al llarg dels seus 1.327 kilòmetres, entre els punts geogràfics 4° 16' 00 0 Est - 19° 08' 44 0 Nord i 4° 50' 00 0 Oest - 25° 00' 00 0 Nord
Comença al trifini entre Algèria, Mali i Níger per seguir una línia recta gairebé 100 km al sud-oest de l'Oued Ain Akentarer. Ací gira cap al nord-oest a través del massís d'Adrar Amechkenchar després, va direcció nord-est a l'encreuament de Wadi Ain Akentarer i Oued Tin Zaouaten. La frontera segueix al llarg del llit de l'Oued Tin Zaouten al seu amrge sud a través d'Adrar In Eskak fins a la capital de la comuna Tin Zaoutine i fins a la font del wadi travessant l'Adrar Iti N'Delki. Després segueix la línia divisòria a la regió del Timiaouine i es remunta al punt 12  a la pista de la RN6 a 30 km de Bordj Badji Mokhtar. Finalment, del punt 12 al punt 17 segueix una línia gairebé recta a més de 750 km a través de les dunes de sorra, Erg Eghbeb, Erg Ait El Khaoua El Mahia, Aoueker, Tayert El Kahla i Erg Chech